# Baldovino del Belgio
Baldovino del Belgio (nome completo Baudouin Albert Charles Léopold Axel Marie Gustave; Laeken, 7 settembre 1930 – Motril, 31 luglio 1993) principe del Belgio, duca di Brabante, fu re del Belgio dal 16 luglio 1951 fino alla sua morte.
Salì al trono in una fase di crisi politica, e molte altre segnarono il suo lungo regno, almeno una delle quali fu il risultato della pubblica espressione della sua fede cattolica.

## Biografia

### Infanzia

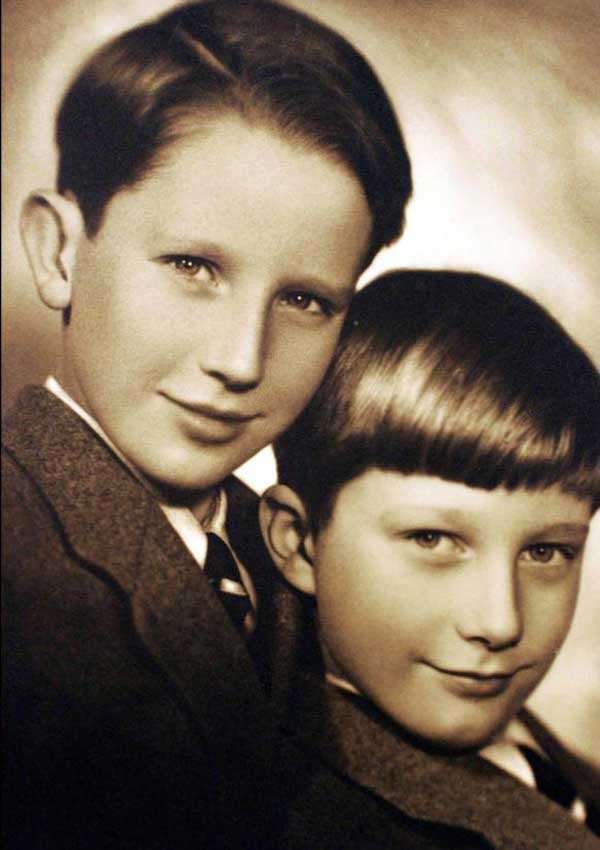
Alberto, principe di Liegi, con Baldovino, conte di Hainaut

Era figlio del re Leopoldo III del Belgio e della regina Astrid, nata principessa di Svezia. 
I suoi fratelli erano il futuro re Alberto II del Belgio e la principessa Giuseppina Carlotta del Belgio (per matrimonio granduchessa del Lussemburgo). I suoi fratellastri erano il principe Alexandre del Belgio e le principesse Marie-Christine e Marie-Esméralda del Belgio, figli di Mary Lilian Baels, seconda moglie del padre Leopoldo. I suoi nonni paterni erano il re Alberto I del Belgio e la regina Elisabetta Gabriella, nata duchessa in Baviera; quelli materni il principe Carlo di Svezia e la principessa Ingeborg di Danimarca.
La sua infanzia fu segnata dalla morte accidentale della madre, avvenuta quando Baldovino aveva cinque anni, e dalla seconda guerra mondiale, durante la quale la famiglia reale belga fu tenuta prigioniera nel castello di Laeken dal 1940 al 1944. In seguito, i sovrani vennero deportati prima in un campo di prigionia tedesco e poi in uno austriaco, dove gli americani li liberarono nel maggio del 1945.
Dopo la guerra ci fu la "questione reale", che costrinse la famiglia a vivere in esilio in Svizzera fino al 1950. A seguito di un referendum popolare, il re Leopoldo III poté ritornare in Belgio, ma da questo stesso referendum era emerso che le Fiandre erano favorevoli al re, mentre la Vallonia non lo era. Per non dividere il paese, il re Leopoldo III abdicò, il 16 luglio del 1951, in favore del figlio maggiore Baldovino, che divenne, all'età di 21 anni, il quinto re dei belgi.

### Re dei Belgi

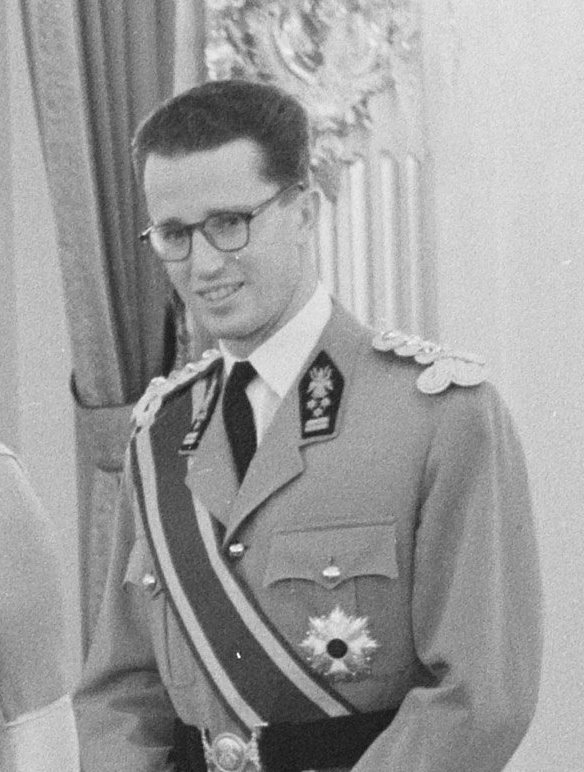
Baldovino del Belgio

Questi anni furono segnati in Belgio dalla secolare questione che vedeva contrapposti i sostenitori della scuola cattolica e quelli della scuola pubblica.
Sul piano internazionale ci furono la fondazione della CECA nel 1951 e della CEE nel 1957.  
Nel 1955 Baldovino fece un viaggio ufficiale nel Congo Belga, possedimento belga d'Africa, visitando tutte le regioni della colonia. Fu accolto dappertutto calorosamente. Cinque anni dopo questo viaggio, seppur riluttante, il Belgio dovette concedere l'indipendenza al Congo a causa delle continue e incessanti rivolte nel paese contro il governo belga. Il 30 giugno 1960 Baldovino assistette alla cerimonia d'indipendenza a Leopoldville. Al parlamento riunito in seduta comune, dopo un'ovazione (inaspettata) da parte di tutti i deputati congolesi, Baldovino fece un elogio alla colonizzazione e a quanto di buono fatto dai belgi; questo discorso fu considerato da molti come una provocazione. Il re proclamò presidente della Repubblica Democratica del Congo Joseph Kasa-Vubu, il quale lesse un breve discorso (scrittogli dal governatore generale) senza alcun riferimento al discorso di Baldovino, forse per non mancare di rispetto a quello che sebbene per poche ore era ancora il proprio sovrano. Fu invece Patrice Lumumba, neo proclamato primo ministro, a tenere un discorso particolarmente duro contro la colonizzazione belga in risposta a quello del re. Baldovino ne rimase alquanto seccato, non essendo abituato a sentire un discorso in netta critica e avversione al proprio. Fu uno dei rarissimi casi in cui un sovrano passò i propri poteri a un presidente della repubblica e l'unico caso in cui un re presenziò direttamente alla cerimonia di indipendenza di un suo possedimento. 
Il Belgio è una monarchia parlamentare dove il re non può esprimere pubblicamente le sue opinioni senza l'approvazione del Parlamento. Baldovino ebbe un'importante influenza sui governi che si susseguirono durante i suoi quarantadue anni di regno.
Sotto il suo regno il Belgio si trasformò in uno Stato federale. Egli difese l'unità del Paese, ma non poté impedire, nell'ambito della questione linguistica, la formazione di una frontiera linguistica (infatti il Belgio è composto da tre regioni distinte, ognuna con la propria lingua).

#### Mini-questione reale

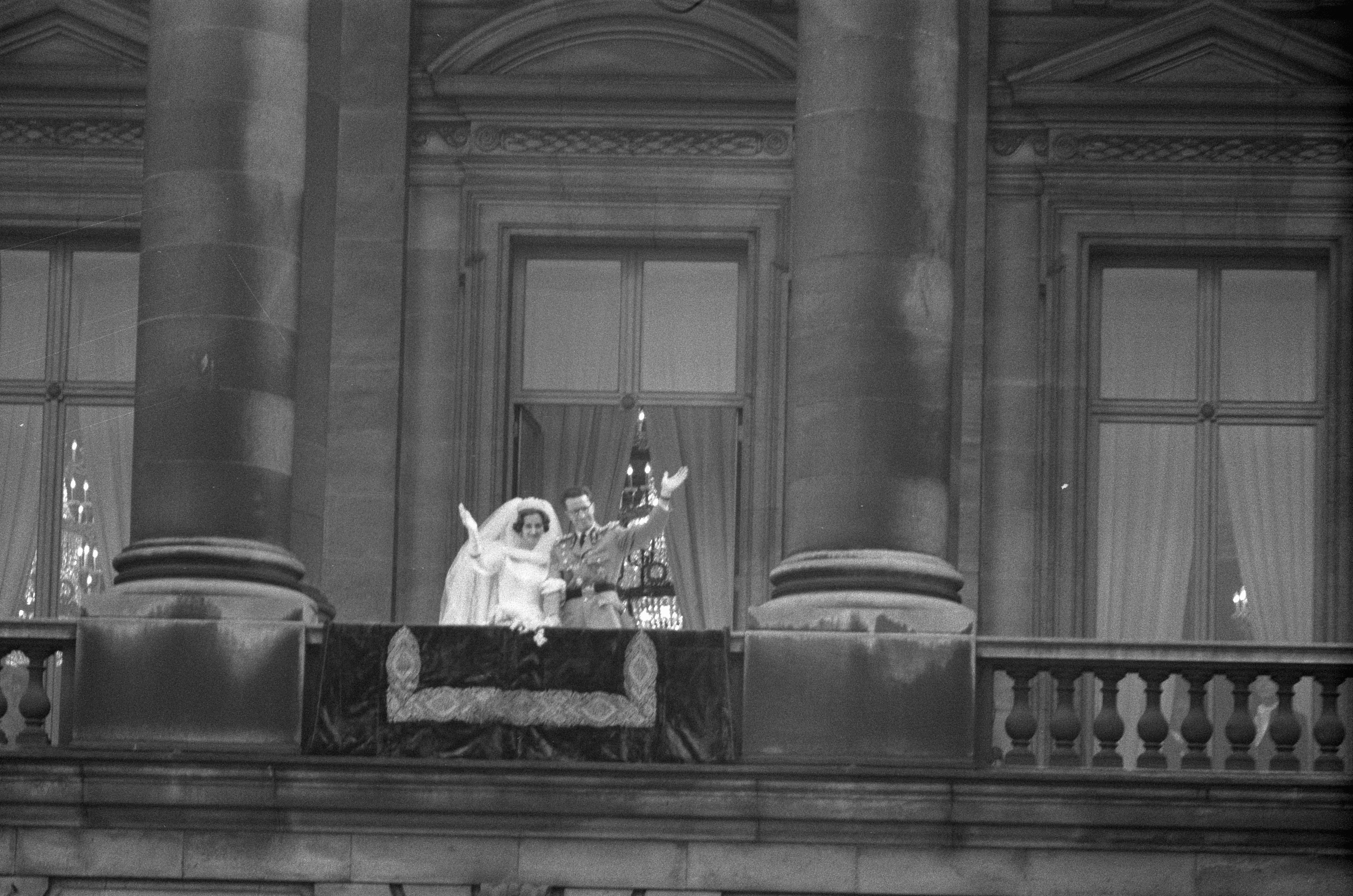
Il matrimonio di re Baldovino e della regina Fabiola de Mora y Aragón

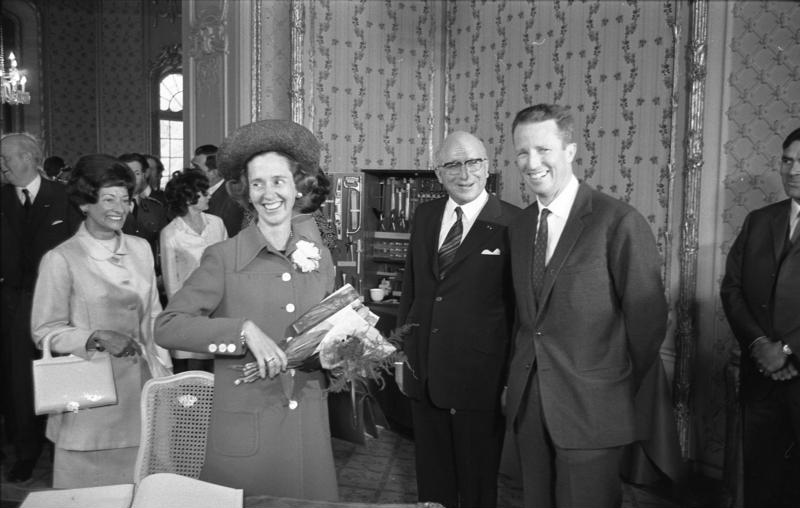
Baldovino e la moglie Fabiola del Belgio durante un viaggio in Germania nel 1971

Fu un uomo profondamente credente e tutta la sua vita fu consacrata alla sua fede cristiana e alle sue convinzioni religiose, che non accettò mai di compromettere.  
Nel 1990, non volendo firmare la legge favorevole all'aborto approvata dal Parlamento, espose le sue ragioni in una lettera all'allora primo ministro Wilfried Martens. Fu così che il Parlamento, applicando una particolare interpretazione dell'articolo 93 della Costituzione (art. 82 secondo la vecchia numerazione), prese atto di una temporanea "impossibilità di regnare" di Baldovino e promulgò, in vece del re, il provvedimento in data 3 aprile (il 5 aprile seguente, con una nuova constatazione della pienezza delle funzioni del re, quest'ultimo fu ristabilito dal Parlamento alle proprie funzioni).  

#### Fondazione re Baldovino
Nel 1976, con i fondi raccolti durante i festeggiamenti per il suo venticinquesimo anno di regno, fu istituita la Fondazione re Baldovino con l'obiettivo di migliorare le condizioni di vita della popolazione sul piano economico, sociale, culturale e scientifico.

### Matrimonio
Il 15 dicembre del 1960 sposò nella cattedrale di Bruxelles la contessa Fabiola de Mora y Aragón (1928-2014), che divenne la regina Fabiola del Belgio. La cerimonia fu trasmessa dalla televisione e fu la prima volta per un matrimonio della casa reale belga. 
Baldovino e Fabiola non ebbero figli, in quanto le cinque gravidanze della regina terminarono con un aborto spontaneo. 
Il principe Filippo, figlio del fratello Alberto, fu designato come suo successore e fu educato per questo scopo.

### Morte
Il 31 luglio 1993 il re morì per un attacco cardiaco mentre era in vacanza a Motril in Spagna. Il fratello Alberto gli succedette sul trono il 9 agosto con il nome di Alberto II.
Il 29 settembre 2024, a conclusione della Visita Apostolica in Belgio, Papa Francesco annunciò che, tornato a Roma, avrebbe avviato il processo di beatificazione di Baldovino.

## Beatificazione
Facendo seguito a quanto preannunciato da papa Francesco nel suo viaggio apostolico in Belgio, il 17 dicembre 2024 il Dicastero delle cause dei santi ha istituito la commissione storica che ha dato avvio alla procedura di beatificazione di re Baldovino.

## Ascendenza
|                                 |                    |                                   | Genitori                                  |  |  | Nonni |  |  | Bisnonni           |  |  | Trisnonni             |  |
|                                 |                    |                                   |                                           |  |  |       |  |  | Filippo del Belgio |  |  | Leopoldo I del Belgio |  |
|                                 |                    |                                   |                                           |  |  |       |  |  | Filippo del Belgio |  |  | Leopoldo I del Belgio |  |
|                                 |                    | Luisa d'Orléans                   |                                           |  |  |       |  |  | Filippo del Belgio |  |  |                       |  |
| Alberto I del Belgio            |                    |                                   |                                           |  |  |       |  |  | Filippo del Belgio |  |  |                       |  |
|                                 |                    | Maria di Hohenzollern-Sigmaringen | Carlo Antonio di Hohenzollern-Sigmaringen |  |  |       |  |  |                    |  |  |                       |  |
|                                 |                    | Maria di Hohenzollern-Sigmaringen | Carlo Antonio di Hohenzollern-Sigmaringen |  |  |       |  |  |                    |  |  |                       |  |
|                                 |                    | Maria di Hohenzollern-Sigmaringen | Giuseppina di Baden                       |  |  |       |  |  |                    |  |  |                       |  |
| Leopoldo III del Belgio         |                    | Maria di Hohenzollern-Sigmaringen |                                           |  |  |       |  |  |                    |  |  |                       |  |
|                                 |                    | Carlo Teodoro duca in Baviera     | Massimiliano Giuseppe in Baviera          |  |  |       |  |  |                    |  |  |                       |  |
|                                 |                    | Carlo Teodoro duca in Baviera     | Massimiliano Giuseppe in Baviera          |  |  |       |  |  |                    |  |  |                       |  |
|                                 |                    | Carlo Teodoro duca in Baviera     | Ludovica di Baviera                       |  |  |       |  |  |                    |  |  |                       |  |
| Elisabetta Gabriella di Baviera |                    | Carlo Teodoro duca in Baviera     |                                           |  |  |       |  |  |                    |  |  |                       |  |
|                                 |                    | Maria José di Braganza            | Michele I del Portogallo                  |  |  |       |  |  |                    |  |  |                       |  |
|                                 |                    | Maria José di Braganza            | Michele I del Portogallo                  |  |  |       |  |  |                    |  |  |                       |  |
|                                 |                    | Maria José di Braganza            | Adelaide di Löwenstein-Wertheim-Rosenberg |  |  |       |  |  |                    |  |  |                       |  |
| Baldovino I del Belgio          |                    | Maria José di Braganza            |                                           |  |  |       |  |  |                    |  |  |                       |  |
|                                 | Oscar II di Svezia | Oscar I di Svezia                 |                                           |  |  |       |  |  |                    |  |  |                       |  |
|                                 | Oscar II di Svezia | Oscar I di Svezia                 |                                           |  |  |       |  |  |                    |  |  |                       |  |
|                                 | Oscar II di Svezia | Giuseppina di Leuchtenberg        |                                           |  |  |       |  |  |                    |  |  |                       |  |
| Carlo di Svezia                 | Oscar II di Svezia |                                   |                                           |  |  |       |  |  |                    |  |  |                       |  |
|                                 |                    | Sofia di Nassau                   | Guglielmo di Nassau                       |  |  |       |  |  |                    |  |  |                       |  |
|                                 |                    | Sofia di Nassau                   | Guglielmo di Nassau                       |  |  |       |  |  |                    |  |  |                       |  |
|                                 |                    | Sofia di Nassau                   | Paolina di Württemberg                    |  |  |       |  |  |                    |  |  |                       |  |
| Astrid di Svezia                |                    | Sofia di Nassau                   |                                           |  |  |       |  |  |                    |  |  |                       |  |
|                                 |                    | Federico VIII di Danimarca        | Cristiano IX di Danimarca                 |  |  |       |  |  |                    |  |  |                       |  |
|                                 |                    | Federico VIII di Danimarca        | Cristiano IX di Danimarca                 |  |  |       |  |  |                    |  |  |                       |  |
|                                 |                    | Federico VIII di Danimarca        | Luisa d'Assia-Kassel                      |  |  |       |  |  |                    |  |  |                       |  |
| Ingeborg di Danimarca           |                    | Federico VIII di Danimarca        |                                           |  |  |       |  |  |                    |  |  |                       |  |
|                                 |                    | Luisa di Svezia                   | Carlo XV di Svezia                        |  |  |       |  |  |                    |  |  |                       |  |
|                                 |                    | Luisa di Svezia                   | Carlo XV di Svezia                        |  |  |       |  |  |                    |  |  |                       |  |
|                                 |                    | Luisa di Svezia                   | Luisa dei Paesi Bassi                     |  |  |       |  |  |                    |  |  |                       |  |
|                                 |                    | Luisa di Svezia                   |                                           |  |  |       |  |  |                    |  |  |                       |  |

### Ascendenza patrilineare
1. Dedi di Hassegau  (?)
2. Teodorico I di Liesgau (+ 976)
3. Dedi I (+ 1009), conte di Merseburgo
4. Teodorico II di Wettin (989 ca.-1034), margravio della Bassa Lusazia
5. Thimo di Wettin, (1010 circa-1090/1091 o 1100 circa) conte di Wettin e Brehna
6. Corrado il Grande (1097 circa-1157), margravio di Meißen
7. Ottone II di Meißen (1125-1190), margravio di Meißen
8. Teodorico I di Meißen (1162-1221), margravio di Meißen
9. Enrico III di Meißen (1218-1288), margravio di Meißen e langravio di Turingia
10. Alberto II di Meißen (1240-1314), margravio di Meißen, langravio di Turingia e conte palatino di Sassonia
11. Federico I di Meißen (1257-1323), margravio di Meißen e langravio di Turingia
12. Federico II di Meißen (1310-1349), margravio di Meißen
13. Federico III di Meißen (1332-1381), langravio di Turingia e margravio di Meißen
14. Federico I di Sassonia (1370-1428), marchese di Meißen, langravio di Turingia e principe elettore di Sassonia
15. Federico II di Sassonia (1412-1464), principe elettore di Sassonia, marchese di Meißen e conte di Turingia
16. Ernesto di Sassonia (1441-1486), principe elettore di Sassonia
17. Giovanni di Sassonia (1468-1532), principe elettore di Sassonia
18. Giovanni Federico I, elettore di Sassonia (1503-1554)
19. Giovanni Guglielmo, duca di Sassonia-Weimar (1530 – 1573)
20. Giovanni di Sassonia-Weimar (1570-1605), duca di Sassonia-Weimar e di Jena
21. Ernesto I di Sassonia-Gotha-Altenburg (1601-1675), duca di Sassonia-Gotha e duca di Sassonia-Altenburg
22. Giovanni Ernesto di Sassonia-Coburgo-Saalfeld (1658 – 1729), duca di Sassonia-Coburgo-Saalfeld
23. Francesco Giosea, duca di Sassonia-Coburgo-Saalfeld (1697-1764)
24. Ernesto Federico, duca di Sassonia-Coburgo-Saalfeld (1724-1800)
25. Francesco, duca di Sassonia-Coburgo-Saalfeld (1750-1806)
26. Leopoldo I del Belgio (1790-1865), re dei Belgi
27. Filippo del Belgio, conte di Fiandra
28. Alberto I del Belgio (1875-1934), re dei Belgi
29. Leopoldo III del Belgio (1901-1983), re dei Belgi
30. Baldovino del Belgio (1930-1993), re dei Belgi

## Onorificenze

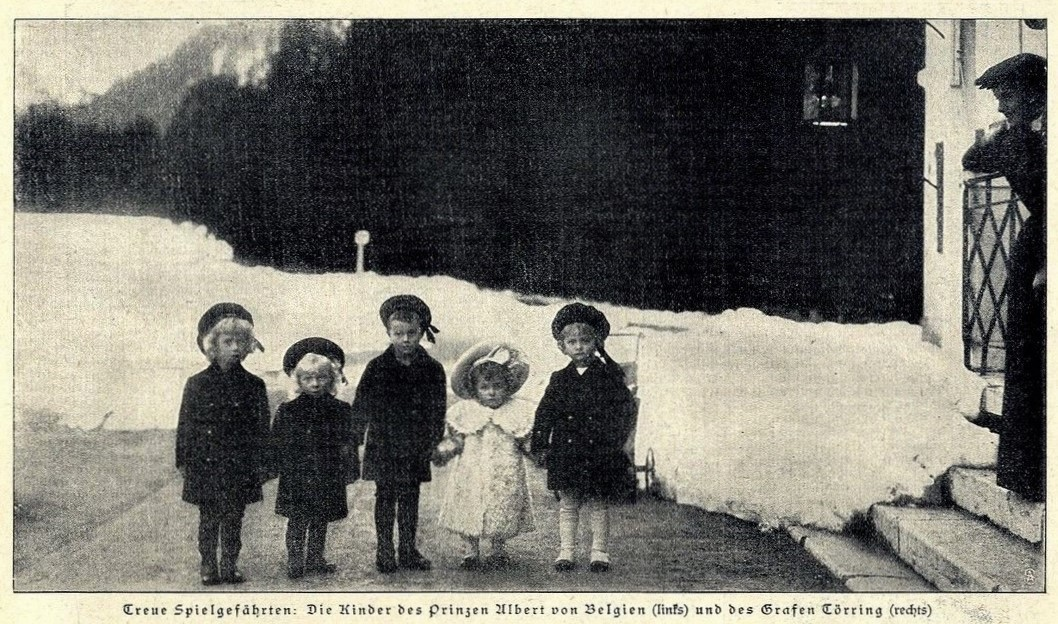
Il principe Alberto in tenera età con i fratelli

Baldovino insieme al presidente degli Stati Uniti d'America Ronald Reagan nel 1988

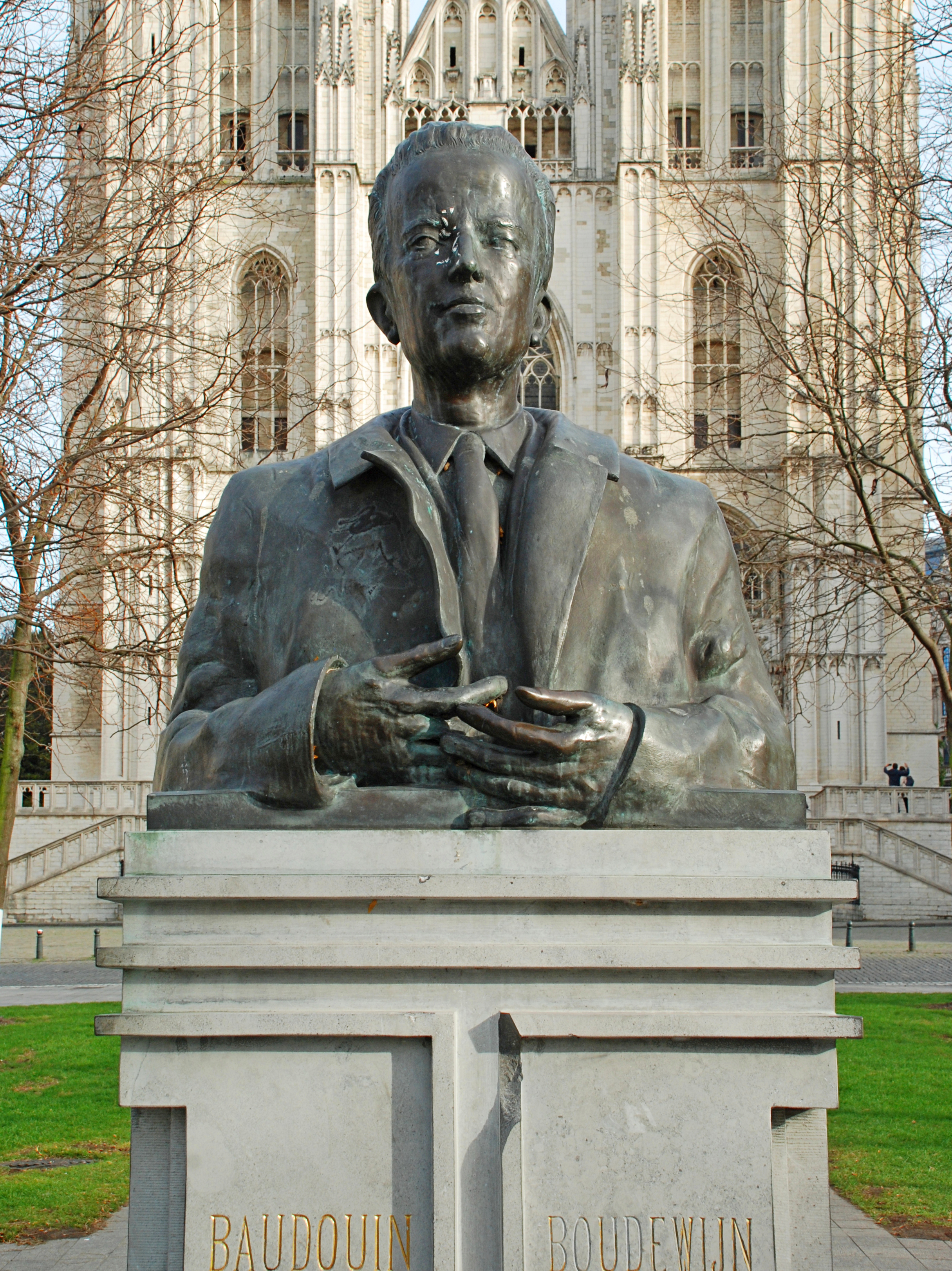
Statua di re Baldovino davanti alla Cattedrale di Bruxelles.

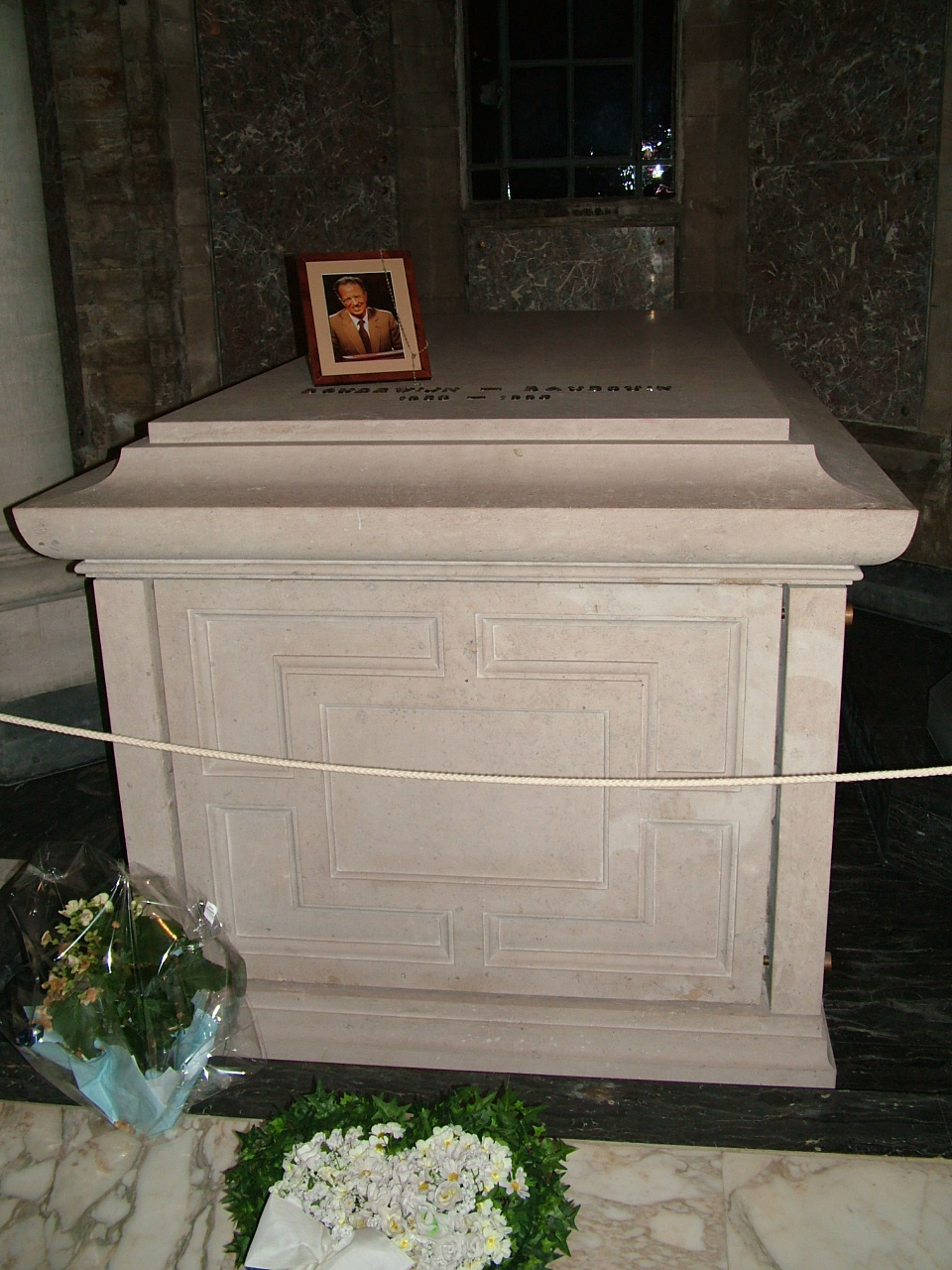
Tomba di Baldovino nella Chiesa di Nostra Signora di Laeken

Monogramma di re Baldovino del Belgio